# Грелльман, Генрих Мориц
 Генрих Мориц Готлиб Грелльман (нем. Heinrich Moritz Gottlieb Grellmann; 7 декабря 1756, Йена, Саксен-Веймар — 13 октября 1804, Москва) — немецкий историк, географ, статистик, ординарный профессор Гёттингенского и Московского университетов.

## Биография
Из мещан, сын зажиточного булочника. Окончил гимназию в Веймаре (его товарищами были известный в будущем врач К. Гуфеланд и писатель А. Коцебу). Учился в Йенском университете, вначале занимался богословием, затем историческими и политическими науками. Перешёл в Гёттингенский университет, где вошёл в число учеников одного из создателей науки статистики профессора А. Шлёцера. Научную известность Г. Грелльману принёс труд «Цыгане, исторический очерк их жизни, общественного устройства и распространения этого народа в Европе» (1783), в котором, в частности, была впервые выдвинута идея о происхождении цыган из Индии. Получил кафедру в Гёттингенском университете: экстраординарный профессор (1787), ординарный профессор (1794) статистики и истории культуры. Читал лекции по всеобщей и новейшей истории, географии, статистике. Вместе с Г. Лихтенбергом принимал участие в издании «Гёттингенского альманаха». Начал подготовку фундаментального труда «Историко-статистическое описание Германии и основных из её отдельных государств», но затем отказался от его продолжения из-за резкого изменения политической карты Германии вследствие наполеоновских войн.
Получил предложение от попечителя Н. М. Муравьёва занять кафедру всеобщей истории, географии и статистики в Московском университете (1803). Грелльман принял предложение без сомнений и безотлагательно отправился вместе со своим другом И. Буле в Москву. По словам учившегося у него в Гёттингенском университете А. И. Тургенева Грелльман хотел «совершенно посвятить себя России, выучиться по-русски и написать жизнь Петра Великого».
Прочитал (31.8.1804) в Московском университете лекцию «О свойстве и пользе статистики», в которой выступил убеждённым противником крепостного права, полагая, что «употребление надлежащей свободы много способствует к образованию ума и нравственности, к терпеливому перенесению трудов, к возбуждению и умножению прибыточных искусств ремесленников и дальнейшему производству для всякого рода торговли, посредством чего приумножается богатства государства». Занял должность ординарного профессора кафедры всеобщей истории, географии и статистики отделения словесных наук (1804).
Преподавание Грелльмана в Московском университете длилось менее месяца: в середине сентября 1804 он заболел и скончался от нервной горячки.